# Jørgen Dines Johansen
Jørgen Dines Johansen (født 1943, død 6. marts 2018.) var en dansk litteraturhistoriker.
Han havde en uddannelse som mag.art. fra Københavns Universitet og var på Roskilde Universitetscenter til 1976 hvor han skiftede til en professorstilling på Odense Universitet i litteraturvidenskab.
Johansen udgav flere bøget blandt andet om semiotik og Klaus Rifbjerg.

## Udvalgte udgivelser
- Jørgen Dines Johansen (1968), "Grimmelshausen", Poetik, 1 (3): 72-103, doi:10.7146/POE.V1I3.107811, Wikidata  Q105086585
- Jørgen Dines Johansen (13. november 1989), "Fortvivlelse eller agtelse", K & K, 17 (65-66): 82-121, doi:10.7146/KOK.V17I65-66.20529, Wikidata  Q105086570
- Jørgen Dines Johansen (27. april 1995), "Ikonicitet i litteratur", K & K, 22 (78): 69-88, doi:10.7146/KOK.V22I78.20732, Wikidata  Q105086582
- Jørgen Dines Johansen (1997), "Rakkerens kniv", Læsninger i dansk litteratur. Bind 3: 1900 - 1940: 9-26, 342-346, Wikidata  Q56692421